# Hevo84
Hevo84 é uma banda de rock brasileira formada em 2005 na cidade de Paranaguá, Paraná. É composta atualmente pelo vocalista Renne Fernandes, o guitarrista Eric Malfini e o baixista William Reis.
A banda mistura elementos eletrônicos, letras todas autorais inspiradas especialmente na vida dos integrantes da banda.
O nome da banda pode ser explicado por partes, "Hevo" significa infinito e indestrutível, o "8" representa o símbolo do infinito, o "4" para representar o número de integrantes, e o H foi escolhido pela numerologia.

## História
A banda começou a chamar bastante atenção em Curitiba, abrindo shows para bandas do cenário nacional, como Fresno e NX Zero. Em pouco tempo havia uma legião de fãs seguindo o quarteto em apresentações na cidade e nas regiões próximas.
A banda rompeu as barreiras paranaenses e se instalou em São Paulo na busca de maior espaço na divulgação do seu disco Dias de fuga, lançado de forma independente. A música “A Vida É Minha”, escrita e cedida por Thiago Malmsteen foi o primeiro single a chegar nas rádios e o videoclipe que foi lançado no Domínio MTV alcançou dois milhões de visualiazações no YouTube.
Com mais de 200.000 mil CDs vendidos de forma independente e milhares de downloads feitos na internet, a banda chamou a atenção do empresário Rick Bonadio.
Participando de grandes festivais como o Maquinaria Rock Fest no Espaço das Américas, Festival da Rádio Mix em São Paulo, ABC Pro HC (um dos maiores festivais independentes de música do país), shows no Hangar 110 (casa de shows bastante conceituada no cenário musical), Estúdio Coca-Cola em Curitiba, além de mais de 50 shows em menos de 6 meses por todo o Brasil no ano de 2008.
Em 2009, foi lançado o álbum Oitenta e Quatro pela EMI e no mesmo ano a banda lançou o segundo single “Passos Escuros", que entrou para a trilha sonora da novela Malhação e fez um grande sucesso por todo Brasil tendo um videoclipe chegando a ter seis milhões de vizualiações. A regravação que fizeram da canção "Rádio Pirata", da banda RPM, foi incluída na trilha sonora de Malhação 2010.
Em 2010, o vocalista Renne Fernandes decidiu gravar músicas solo, mas sem se desligar da banda, lançando músicas como "Você Me Tem Nas Mãos" que foi escrita para uma ex-namorada e também "Só Para Te Ver". Também em 2010, o cantor gravou um dueto com a cantora mexicana Anahi da música "Alérgico", que teve sua estreia no dia 10 de dezembro no YouTube.
Em 2011, no decorrer de brigas entre os integrantes, a banda deu uma pausa em sua carreira, com Renne Fernandes se lançando cada vez mais na carreira solo, chegando a lançar um videoclipe da música  "Quero Sentir Você" que teve dois milhões de visualizações no YouTube. No mesmo ano, a banda tentou voltar com todos os integrantes, porem Victor Hugo e Fernando Cunha abandonaram a banda, Victor Hugo porque ia ser pai e queria cuidar da família, e Fernando Cunha, por fatos desconhecidos.
No dia 20 de setembro de 2012 lançaram através de seu canal oficial no YouTube os singles "Esperar Você" e "Ultima Viagem". E a entrada de dois novos integrantes, Marcus Maia e Leland Nunes (que já havia participado da banda). No inicio de 2013 anunciaram que estariam gravando um novo single juntamente com a banda Bonde da Stronda com o nome previsto de "Minha Pira", a banda postou várias fotos do making of do clipe em suas redes sociais. O clipe para a canção foi lançado oficialmente no dia 22 de janeiro de 2013.
Foi anunciada a volta da banda em 2022 e desde então foram lançados em março de 2023 os singles "Me avisa" e "Então vai". A banda está fazendo shows por todo o Brasil e planejando um álbum novo.
Em maio de 2023, lançam o single “Só Mais Essa Noite”. Em outubro do mesmo ano, anunciam uma turnê nacional, intitulada "Tour de Retorno", que passará por mais de 20 cidades, em todas as regiões do Brasil.

## Integrantes

#### Formação atual
- Renne Fernandes – vocal e piano (2005–presente)
- Eric Malfini – guitarra (2022–presente)
- William Reis – baixo (2022–presente)

#### Ex-integrantes
- Vinicius Sts – guitarra (2006–2008)
- Willian Costa – baixo (2005–2007)
- Bruno Costa – bateria (2005–2007)
- Thiago Malmsteen – guitarra (2005–2007)
- Thiago Busquete – baixo
- Fernando Cunha – guitarra (2005–2012)
- Marlon Massaneiro – bateria (2009–2011; 2011–2012)
- Leland Nunes – bateria (2007–2009; 2011; 2012–2014)
- Marcus Maia – guitarra (2012–2015)
- Rodrigo Suspiro – baixo (2008–2022)
- Regis Sandes – baixo (2022–2022)
- Daniel Perim – bateria (2016–2024)

## Discografia

### EPs
- Sinestesia (2005)
- Rock Universitário (2012)
- Me Avisa (2023)
- Então Vai (2023)

### Álbuns de estúdio
- Dias de fuga (2007)
- Oitenta e quatro (2009)
- Daqui Pra Frente (2013)
- Livre (2024)